# کشیده
کشیده نوعی ترازکردن است که در خط‌های شکسته و روان به ویژه با حروف عربی به کار می‌رود. در مقایسه با ترازکردن با فضای خالی که طول یک خط را با گسترش دادن فاصله‌های بین کلمات و حروف افزایش می‌دهد، تراز با کشیده با دراز کردن حروف انجام می‌پذیرد. تراز با کشیده می‌تواند با فضای خالی ادغام شود تا اندازه‌های مختلفی ایجاد شود.

## نویسه
کشیده می‌تواند با نویسهٔ کشیدگی ( ـ ) (که با نام تطویل نیز شناخته می‌شود) یا یک مجموعه نشان‌ها که برای پیاده‌سازی کشیدگی در قلم استفاده می‌شود، ایجاد شود.
استانداردهای یونیکد کد نقطهٔ U+0640 را با عنوان «تطویل عربی» اختصاص داده است.
این نویسه را در صفحه‌کلید استاندارد فارسی با ⇧ Shift+- و در صفحه‌کلید غیراستاندارد فارسی و سایر صفحه‌کلیدهای زبان‌های دیگر با ⇧ Shift+J وارد می‌کنند.

## مقایسه
مقایسهٔ متن دارای نویسهٔ کشیده و متن ساده
| ساده  | کشیده          |
| ----- | -------------- |
| الحمد | الـــحـــمـــد |
| رحیم  | رحــیــم       |

## پیوندهای بیرونی
- تراز کردن متن با استفاده از CSS در اینترنت اکسپلورر ۵٫۵